# Contabilidade ambiental
Contabilidade ambiental é a identificação, mensuração e registro de mutações patrimoniais relacionados a eventos ambientais das atividades de uma empresa ou organização. Este campo da contabilidade surgiu como resposta à grande necessidade de buscar  medidas sustentáveis e responsabilidades ambientais por parte das empresas.
A contabilidade como ciência social apresenta condições, por sua forma sistemática de registro e controle, que ajudam a gerenciar o uso de recursos naturais e auxiliam nas tomadas de decisões. Promove a transparência e responsabilidade, fornecendo dados econômicos e financeiros resultantes das interações entre entidades empresariais e meio ambiente.
Seu objetivo é propiciar informações regulares aos usuários internos e externos acerca dos eventos ambientais que causaram modificações na situação patrimonial da respectiva entidade, quantificado em moeda.
Historicamente, a Contabilidade do Meio Ambiente passou a ter status de um novo ramo da ciência contábil em fevereiro de 1998, com a finalização do "relatório financeiro e contábil sobre passivo e custos ambientais" pelo Grupo de trabalho intergovernamental das Nações Unidas de Especialistas em padrões Internacionais de Contabilidade e relatórios (ISAR – United Nations Intergovernanmental Working Group of Experts on International Standards of Accounting and Reporting).

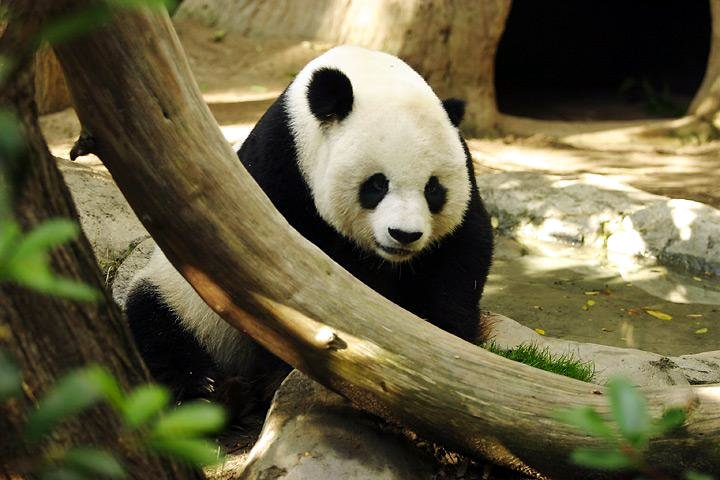
Panda
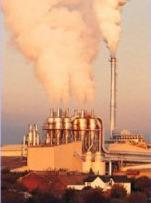
Poluição atmosférica
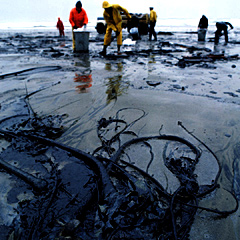
Derramamento de óleo